# Théorème d'Erdős-Wintner
Pour les articles homonymes, voir Théorème d'Erdős.
Le théorème d'Erdős-Wintner est un résultat mathématique, appartenant à la théorie probabiliste des nombres, qui caractérise les fonctions additives possédant une loi limite. La condition suffisante de ce résultat a été prouvée par Paul Erdős en trois étapes (1935/37/38) et la condition nécessaire a été obtenue par Erdős et Aurel Wintner en 1939. En un certain sens, ce théorème est l'analogue du théorème des trois séries de Kolmogorov en théorie des probabilités. 

## Loi limite
On dit qu'une fonction arithmétique {\displaystyle f} possède une fonction de répartition {\displaystyle F} (ou bien : possède une loi limite de répartition {\displaystyle F}) si la suite de fonctions de répartition {\textstyle (F_{N})_{N\geqslant 1}}définie par
{\displaystyle F_{N}(z):={\frac {1}{N}}\left|\left\{n\leqslant N:f(n)\leqslant z\right\}\right|\qquad (z\in \mathbb {R} )}converge faiblement (ou bien simplement) vers {\displaystyle F} et si {\displaystyle F} est une fonction de répartition.
Dans ce cas, on dira plus simplement que {\displaystyle f} possède une loi limite.

## Énoncé du théorème
L'énoncé suivant s'inspire fortement du livre écrit par Tenenbaum. Dans la suite, on désignera par la lettre {\displaystyle p} tout nombre premier.
Une fonction additive réelle {\displaystyle f} possède une loi limite si, et seulement si, les trois séries
{\displaystyle \sum _{|f(p)|>R}\,{\frac {1}{p}},\qquad \sum _{|f(p)|\leqslant R}\,{\frac {f(p)}{p}}\qquad \mathrm {et} \qquad \sum _{|f(p)|\leqslant R}\,{\frac {f(p)^{2}}{p}}}
sont simultanément convergentes pour au moins une valeur du nombre réel positif {\displaystyle R}.
Lorsque ces conditions sont remplies, la fonction caractéristique de la loi limite est donnée par le produit convergent 
{\displaystyle \prod _{p}\left(1-{\frac {1}{p}}\right)\sum _{\nu \geqslant 0}{\frac {\mathrm {e} ^{i\tau f(p^{\nu })}}{p^{\nu }}}\qquad (\tau \in \mathbb {R} ).}